# トルニエリア
トルニエリア（Tornieria "トルニアのために"の意味）はジュラ紀のタンザニア由来の竜脚類ディプロドクス科の恐竜の属である。この属は複雑な分類の歴史を持つ。

## 発見と命名

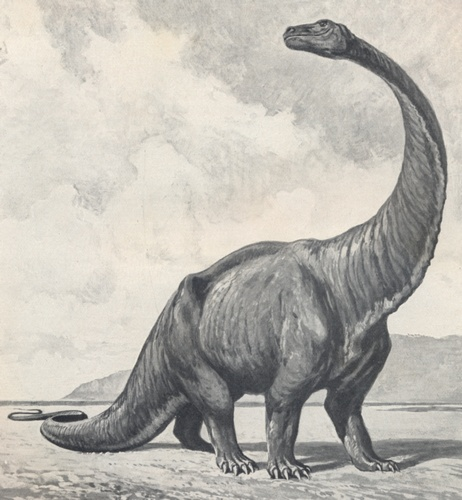
1912年ハインリヒ・ハルダーにより"Gigantosaurus"として描かれた古典的な復元図

1907年、ドイツ領東アフリカ（現在のタンザニア）で調査していたドイツの古生物学者エーベルハルト・フラース（en）は1つの地点（"A発掘地"）で二つの竜脚類の標本を発見した。この2つの個体は、"骨格A"、"骨格B"と標識され各々異なる竜脚類の種を代表するものとされた。1908年、これらにはそれぞれギガントサウルス・アフリカヌス（Gigantosaurus africanus　アフリカの巨人トカゲ）とG. robusta（堅牢な巨人トカゲ）と命名された 。第三の無関係なアフリカの種がHaughtonにより1928年に"Gigantosaurus" dixeyiと命名されたが、現在ではマラウィサウルスとされている。 
不運にも、ギガントサウルスという名前は既にヨーロッパの竜脚類 Gigantosaurus megalonyx に対し1869年にハリー・シーリーにより使用されていた。フラースはこのイングランドのものと同じ属に自身の種を配置することはせず、フラースの名前は利用可能だと考えた。これは、当時は後者の名はオルニトプシス（Ornithopsis）のジュニアシノニムであると考えられ、またシーリーは彼の判断では十分な記載をしていなかったからである。他のドイツの古生物学者リカルド・シュテルンフェルト（en）は1911年、タンザニアの竜脚類をトルニエリアと改名し、Tornieria africanaとT. robustaの二種を作った。属名はドイツの爬虫両棲類学者グスタフ・トルニア（en）に献名したものである。
1922年、ヴェルナー・ヤーネンシュ（en）によるトリニエリアの再評価では1つ目の種T. africanaは実際には北アメリカの竜脚類の属バロサウルスのアフリカの種であると結論した:つまりBarosaurus africanusである 。他方のアフリカの種T. robustaは後にティタノサウルス類に属しているとされた。このティタノサウルス類の種は一時期トルニエリアと呼ばれるが、トルニエリアはT. africana がタイプ種であるためこれは誤りであった。そこでこの種独自の属名が必要とされ、1991年、Rupert Wildによりジャネンシア（Janenschia）と改名された。
もしトルニエリアがバロサウルスと同じ属であれば、トルニエリアという名は十分に新参主観異名（junior subjective synonym）である。
しかしながら、後に研究者たちにアメリカの種とアフリカの種に属のレベルで差異があるという意見がなされた。21世紀初頭において、この考えが普及し、
2006年、Kristian Remesは総説においてトルニエリアは明確に正当な属であると結論付けた。
ヤーネンシュが1961年にB. africanusには変種があるという認識をした事実から錯綜が生じた:すなわちより華奢な後肢による区別される型 B. africanus var. gracilisである。 1980年John McIntoshはこれを種へと昇格させBarosaurus gracilisとした: これは現在の用法の下ではTornieria gracilisとなるわけだが、この組み合わせは1992年に既にジョージ・オルシェフスキー（George Olshevsky）により発表されている。しかしながら、Remesは2006年にB. gracilisは裸名（nomen nudum）であり、1980年にはホロタイプも識別できる特徴も提供されていないと結論付けている。

## 標本と記載
"骨格A"のオリジナルの要素はフラースにより一連のシンタイプに指定された:SMNS 12141a, 12145a, 12143, 12140, 12142で全て首から後の由来。後に同じ個体の他の骨が回収されている。ヤーネンシュは多くの他の骨をB. africanusに割り当てていて、少なくとも56個体のものである計630の標本がこの種に割り当てられている。これらのうち188標本は第二次世界大戦の爆撃により消失している。しかしながら、Remesはいくつかの頭骨要素および一連の尾椎を含む第二の部分骨格"骨格K"に確実に割り当てられると結論している。これらはテンダクル（en）の後期の地層に由来しており、obere Dinosauriermergel もしくは"Upper Dinosaur Marl"というチトニアン（en）の地層である
トルニエリアは大きな竜脚類で、大腿骨の長さは既知の最長で138 cmである。細長い頸椎と長めの前肢がバロサウルスと共通している。しかしながら、尾椎の前方の詳細がアメリカの型と異なり、バロサウルスともディプロドクスとも短い後肢という祖先形質的な後肢のプロポーションにより異なる。

## 系統
分岐学的解析の結果、Remes (2006)ではトルニエリアはバロサウルスとディプロドクスからなるクレードの姉妹群であると結論付けられた。すなわちディプロドクス亜科（Diplodocinae）のメンバーである。下記のクラドグラムはWhitlockによる2011年の系統解析に基づくものであり、トルニエリアと他のディプロドクス科に属すタクソンの関係を示したものである
|  | †ディンヘイロサウルスDinheirosaurus                                                   |
|  |                                                                                       |
|  | †トルニエリアTornieria                                                                |
|  |                                                                                       |
|  | \| \| †バロサウルスBarosaurus \| \| \| \| \| \| †ディプロドクスDiplodocus \| \| \| \| |
|  |                                                                                       |
|  | †バロサウルスBarosaurus                                                               |
|  |                                                                                       |
|  | †ディプロドクスDiplodocus                                                             |
|  |                                                                                       |

|  | †バロサウルスBarosaurus   |
|  |                           |
|  | †ディプロドクスDiplodocus |
|  |                           |

|  | †ディンヘイロサウルスDinheirosaurus                                                   |
|  |                                                                                       |
|  | †トルニエリアTornieria                                                                |
|  |                                                                                       |
|  | \| \| †バロサウルスBarosaurus \| \| \| \| \| \| †ディプロドクスDiplodocus \| \| \| \| |
|  |                                                                                       |
|  | †バロサウルスBarosaurus                                                               |
|  |                                                                                       |
|  | †ディプロドクスDiplodocus                                                             |
|  |                                                                                       |

|  | †バロサウルスBarosaurus   |
|  |                           |
|  | †ディプロドクスDiplodocus |
|  |                           |

|  | †ディンヘイロサウルスDinheirosaurus                                                   |
|  |                                                                                       |
|  | †トルニエリアTornieria                                                                |
|  |                                                                                       |
|  | \| \| †バロサウルスBarosaurus \| \| \| \| \| \| †ディプロドクスDiplodocus \| \| \| \| |
|  |                                                                                       |
|  | †バロサウルスBarosaurus                                                               |
|  |                                                                                       |
|  | †ディプロドクスDiplodocus                                                             |
|  |                                                                                       |

|  | †バロサウルスBarosaurus   |
|  |                           |
|  | †ディプロドクスDiplodocus |
|  |                           |

|  | †ディンヘイロサウルスDinheirosaurus                                                   |
|  |                                                                                       |
|  | †トルニエリアTornieria                                                                |
|  |                                                                                       |
|  | \| \| †バロサウルスBarosaurus \| \| \| \| \| \| †ディプロドクスDiplodocus \| \| \| \| |
|  |                                                                                       |
|  | †バロサウルスBarosaurus                                                               |
|  |                                                                                       |
|  | †ディプロドクスDiplodocus                                                             |
|  |                                                                                       |

|  | †バロサウルスBarosaurus   |
|  |                           |
|  | †ディプロドクスDiplodocus |
|  |                           |